# Antioquía (Carolina del Sur)
Antioquía es un área no incorporada ubicada del condado de Kershaw en el estado estadounidense de Carolina del Sur.
Salidas 101 y 108 en Interestatal 20 facilitan el acceso a esta comunidad. La Autopista 34 pasa por el centro de Antioquía.